# Clioperla
Clioperla is een geslacht van steenvliegen uit de familie Perlodidae. De wetenschappelijke naam van het geslacht is voor het eerst geldig gepubliceerd in 1925 door Needham & Claassen.

## Soorten
Clioperla omvat de volgende soorten:
- Clioperla clio (Newman, 1839)